# Pianokotó
Pianokotó (Pianocotó, Rãgú, Rangu-piki, Rangú, Rangu-piqui), jedno od plemena iz skupine Trio Kariba, jezična porodica Cariban. na području Brazila živjeli su u državi Pará.
Istoimeni dijalekt kojim su govorili nestao je negdje do 1957., nakon čega više nema izvještaja o njima.